# Flora Gomes
Flora Gomes (nom artístic de Florentino Gomes, Cadique, Guinea Bissau, 13 de desembre de 1949) és un director de cinema i documentalista de Guinea Bissau, i un dels cineastes africans més representatius.

## Biografia
Fill de pares analfabets, de ben jove va donar suport a la lluita contra l'imperialisme i la dictadura d'Antonio de Oliveira Salazar. Admirador d'Amílcar Cabral, el 1972 va anar a estudiar a l'Instituto Cubano del Arte y la Industria Cinematográficos (ICAIC) de l'Havana sota la direcció de Santiago Álvarez Román. Va continuar els seus estudis en Senegal, on va treballar al Diari d'Actualitats Cinematogràfiques Senegaleses dirigida per Paulin Vieyra Soumanou. També co-dirigir dues pel·lícules amb Sérgio Pina i va treballar com a assistent de Chris Marker i Anita Fernández.
En tornar a la independitzada Guinea Bissau va filmar la cerimònia d'independència del seu país (24 de setembre 1974), complint el desig d'Amílcar Cabral que els guineans captessin aqueset moment històric en la pel·lícula. Després va treballar com a fotògraf i càmera del Ministeri d'Informació i va col·laborar amb nombrosos reporters i cineastes progressistes que van visitar el país.
Després de dirigir diversos documentals, el 1988 va dirigir el primer llargmetratge del país, Mortu Nega, el segon llargmetratge rodat a Guinea Bissau (el primer fou N'tturudu, d'Umban u’Kest el 1987.) i fou rodat en crioll de Guinea Bissau amb subtítols en anglès. Hi representa la lluita per la independència i els reptes dels primers anys posteriors a la independència de Guinea Bissau. La pel·lícula va ser projectada a la Mostra de Venècia de 1988, on va cridar l'atenció dels comentaristes i crítics. i el 1989 va guanyar el prestigiós premi Oumaru Ganda al FESPACO.
La seva obra va ser particularment ben rebuda a França, on va estrenar Udju Azul di Yonta, que fou estrenada a la secció Un Certain Regard del Festival de Cinema de Cannes de 1992, i Po di Sangui, que fou presentada a la secció oficial del Festival de Cannes de 1996. 
 Això li ha permès atreure fons per a la producció de noves pel·lícules, i malgrat les dificultats per treballat ha romàs al país. En 2000 va ser distingit a França amb el títol de Cavaller de l'Orde de les Arts i les Lletres. En 2001 va rodar a Cap Verd la comèdia musical Nha fala amb música de Manu Dibango. En 2010 va rodar Moçambic el llargmetratge The Children's Republic.

## Filmografia
- 1976 - O Regresso de Cabral (documental curt)
- 1977 - A Reconstrução, amb Sergio Pina (documental)
- 1978 - Anos no Oça Luta, amb Sergio Pina (documental)
- 1987 - Mortu Nega
- 1992 - Udju Azul di Yonta
- 1994 - A máscara (documental)
- 1996 - Po di Sangui
- 2002 - Nha Fala
- 2007 - As duas faces da guerra, codirigida amb Diana Andringa (documental)
- 2010 - The Children's Republic